# Kirkel
Kirkel település Németországban, azon belül Saar-vidék tartományban. Lakosainak száma 10 090 fő (2023. december 31.).

## Népesség
A település népességének változása:
| Lakosok száma | 8851 | 10 065 | 10 040 | 9992 | 10 129 | 10 090 |
|               | 1975 | 2017   | 2019   | 2021 | 2022   | 2023   |

## Híres személyek
- itt született Wolfgang Seel (1948–) nyugatnémet válogatott német labdarúgó